# Steinkreise von Maughanaclea
 Die drei Steinkreise von Maughanaclea (irisch Macha na Cléibhe) sind unterschiedlicher Art, stammen jedoch alle aus der Bronzezeit (2400–500 v. Chr.) Sie bestehen aus einem Vier-Pfosten-Steinkreis, einem fünfsteinigen und einem multiplen Steinkreis (beides Steinkreise der Cork-Kerry-Serie). Sie liegen in den Maughanaclea Hills, östlich von Glengariff im County Cork in Irland.

## Der Vier-Pfosten-Steinkreis
Der Vier-Pfosten-Steinkreis (auch Himmelsteinkreis genannt) ist eine Anordnung von vier aufrechten Steinen, die an den
Ecken eines unregelmäßigen Vierecks stehen. Die Steine sind in der Regel in der Höhe abgestuft. Von dieser Art gibt es nur sieben in Irland (Steinkreis von Reenkilla).
Der kleine Himmelsteinkreis von Maughanaclea steht auf einem von Moor bedeckten Nordhang in der Nähe des westlichen Endes der Maughanaclea Hills. Der nordöstliche, in zwei Teile gespaltene Stein ist mit 1,55 m Höhe, 1,2 m Breite und 0,8 m Dicke der größte.
51° 44′ 48″ N, 9° 19′ 44″ W

## Steinkreise der Cork-Kerry-Serie
Der Steinkreis der Cork-Kerry-Serie (nach Seán Ó Nualláin auch Axial Stone Circle – axialer Steinkreis genannt) kommt abgesehen von zwei Exemplaren im County Galway nur in den irischen Countys Cork und Kerry vor.
Die 55 fünfsteinigen Kreise (Five-stone Circle) bestehen aus einem Ring oder einer D-förmigen Anordnung von selten mehr als mittelgroßen, einzeln stehenden Steinen. Ihr Durchmesser schwankt zwischen 2,3 und 4 Metern.
Die 52 sogenannten multiplen Steinkreise weichen mitunter in der Form zum Oval hin ab. Die Anzahl ihrer Steine (7 bis 19) (Lissyviggeen) ist meist ungerade. Der Kreisdurchmesser variiert von vier Metern (bei sieben Steinen) bis zu 17 m bei 15 Steinen (Kenmare). Im Zentrum größerer Kreise können sich Boulder Burials (Kenmare) oder Menhire (Gortanimill) befinden. Einige werden von Wällen und Gräben umgeben (Glentane East, Reanascreena).

### Der fünfsteinige Kreis
Der fünfsteinige Kreis von Maughanaclea besteht aus einem vergleichsweise hohen und vier sehr niedrigen Steinen.51° 45′ 8″ N, 9° 19′ 9″ W

### Der multiple Steinkreis
Der große multiple Steinkreis von Maughanaclea hat etwa 11,3 m Durchmesser und liegt auf einer Weide an den Nordhängen der Maughanaclea Hills. Der nicht komplette Kreis scheint aus 13 Steinen bestanden zu haben. Zwölf sind erhalten, von denen fünf, einschließlich denen des Südeingangs, umgefallen sind. Die Orthostaten messen 1,6 bis 0,8 m in der Höhe, 0,7 bis 2,1 m in der Breite und 0,3 m bis 0,5 m in der Dicke. Zwei Boulder Burials liegen innerhalb des Kreises.
51° 45′ 14″ N, 9° 17′ 50″ W
In der Nähe befinden sich zwei Menhire, ein Steinfort von etwa 23,5 m und ein Radial cairn von 12,6 m Durchmesser.